# 阿朗格阿纳卢尔
阿朗格阿纳卢尔（Alanganallur），是印度泰米尔纳德邦Madurai县的一个城镇。总人口11064（2001年）。

## 人口
该地2001年总人口11064人，其中男性5574人，女性5490人；0—6岁人口1334人，其中男712人，女622人；识字率59.80%，其中男性为68.87%，女性为50.58%。